# العلاقات اللبنانية المنغولية
العلاقات اللبنانية المنغولية هي العلاقات الثنائية التي تجمع بين لبنان ومنغوليا.

## مقارنة بين البلدين
هذه مقارنة عامة ومرجعية للدولتين:
| وجه المقارنة                                              | لبنان                                                                | منغوليا         |
| --------------------------------------------------------- | -------------------------------------------------------------------- | --------------- |
| المساحة (كم2)                                             | 10.45 ألف                                                            | 1.57 مليون      |
| عدد السكان (نسمة)                                         | 6.10 مليون                                                           | 3.08 مليون      |
| الكثافة السكانية (ن./كم²)                                 | 583.73                                                               | 1.96            |
| العاصمة                                                   | بيروت                                                                | أولان باتور     |
| اللغة الرسمية                                             | اللغة العربية، لغة فرنسية                                            | اللغة المنغولية |
| العملة                                                    | ليرة لبنانية                                                         | توغروغ منغولي   |
| الناتج المحلي الإجمالي (بليون دولار)                      | 51.84 مليار                                                          | 11.49 مليار     |
| الناتج المحلي الإجمالي (تعادل القوة الشرائية) بليون دولار | 81.54 مليار                                                          | 36.16 مليار     |
| الناتج المحلي الإجمالي الاسمي للفرد دولار أمريكي          | 8.05 ألف                                                             | 3.97 ألف        |
| الناتج المحلي الإجمالي للفرد دولار أمريكي                 | 17.46 ألف                                                            | 11.95 ألف       |
| مؤشر التنمية البشرية                                      | 0.769                                                                | 0.727           |
| رمز المكالمات الدولي                                      | +961                                                                 | +976            |
| رمز الإنترنت                                              | .lb                                                                  | .mn             |
| المنطقة الزمنية                                           | ت ع م+02:00، ت ع م+03:00، توقيت شرق أوروبا، توقيت شرق أوروبا الصيفي ‏ | ت ع م+08:00     |

## منظمات دولية مشتركة
يشترك البلدان في عضوية مجموعة من المنظمات الدولية، منها:
| علم المنظمة | اسم المنظمة                               | تاريخ انضمام لبنان | تاريخ انضمام منغوليا |
| ----------- | ----------------------------------------- | ------------------ | -------------------- |
|             | البنك الدولي للإنشاء والتعمير             | 14 أبريل 1947      | 14 فبراير 1991       |
|             | منظمة حظر الأسلحة الكيميائية              | ?                  | ?                    |
|             | المركز الدولي لتسوية المنازعات الاستشارية | 25 أبريل 2003      | 14 يوليو 1991        |
|             | الأمم المتحدة                             | 24 أكتوبر 1945     | 27 أكتوبر 1961       |
|             | منظمة الشرطة الجنائية الدولية             | ?                  | ?                    |
|             | وكالة ضمان الاستثمار متعدد الأطراف        | 19 أكتوبر 1994     | 21 يناير 1999        |
|             | يونسكو                                    | 4 نوفمبر 1946      | 1 نوفمبر 1962        |
|             | مؤسسة التنمية الدولية                     | 10 أبريل 1962      | 14 فبراير 1991       |
|             | مؤسسة التمويل الدولية                     | 28 ديسمبر 1956     | 14 فبراير 1991       |
|             | الاتحاد البريدي العالمي                   | ?                  | ?                    |
|             | الاتحاد الدولي للاتصالات                  | 12 يناير 1924      | 27 أغسطس 1964        |

## وصلات خارجية
- موقع وزارة الخارجية المنغولية